# Trona
Trona je natrijev karbonatni mineral s kemijsko formulo Na3(CO3)(HCO3)•2H2O (trinatrijev hidrogendikarbonat dihidrat. Je ne-morski evaporitni mineral. V Združenih državah Amerike so njegove naravne zaloge tako velike, da je primarni vir natrijevega karbonata, ki se drugod po svetu proizvaja predvsem po Solvayevem postopku. 

## Ime
Beseda trona izvira iz  staroegipčanskega izraza ntry (ali nitry). Iz njega je nastal starogrški izraz νιτρον [nitron], ki je preko staroarabskega natron in hebrejskega נטרן [natruna] prešel v arabski natron in od tam preko Iberskega polotoka v evropske jezike.

## Nahajališča
Največja nahajališča trone so Owens Lake in Searles Lake v Kaliforniji, Green River Formation v Wyomingu in Utahu, slana kotanja  Makgadikgadi v Bocvani in dolina Nila v Egiptu. Največja znana ležišča so ob Green River v Wyomingu, ki ležijo 240 do 490 metrov pod Zemljino površino. Nastala so v paleogenu, ki se je začel pred  65 in končal pred 23 milijoni let. Trona se že skoraj kot sto let rudari tudi ob jezeru Magadi v Velikem vzhodnoafriškem jarku v Keniji. V severnem delu jezera Natron so površinski skladi trone debeli do 1,5 m.  Pojavlja se tudi v slanih kotanjah v narodnem parku Etoša v Namibiji. V pokrajini Beypazari pri Ankari, Turčija, je v skladih oljnih skrilavcev 17, nad njimi pa 16 lečastih vključkov trone. V rudarskem bazenu Wucheng v provinci Henan, Kitajska, sta v skladih dolomitskih oljnih skrilavcev v globini 693-974 m dva sloja s 36 ležišči trone. V spodnjem sloju je 15 ležišč, debelih 1,5-1,5 m. Najdebelejše meri 2,38 m. V zgornjem sloju je 21 ležišč, debelih 1-3 m. Najdebelejše meri 4,65 m.
Trono so odkrili tudi v magmatskih okoljih. Markl in Baumgartner trdita, da lahko nastane z avto metasomatskimi reakcijami poznomagmatskih tekočin ali talin ali superkritičnih mešanic tekočina-talina, iz katerih so pred tem izkristalizirale kamnine znotraj istega predorninskega kompleksa. Nastane lahko tudi zaradi obsežnega izparevanja vodne pare v čisto zadnjih stanjih magmatizma.

## Kristalna struktura
Kristalno strukturo trone je prvi določil C.J. Brown s sodelavci leta 1949. Osnovna gradbena enota osnovne celice je sestavljena iz centralnega natrijevega oktaedra, ki je na nasprotnih robovih povezan z dvema septaedroma. Osnovne enote so med seboj povezane s karbonatnimi skupinami in vodikovimi vezmi. Bacon in Curry sta leta 1956 strukturo preučila z dvodimenzionalno enokristalno nevtronsko difrakcijo in ugotovila, da je vodikov atom v simetričnem anionu (HC2O6)3−  neurejen. Okolico neurejenega vodikovega atoma sta Choi in Mighell leta 1982  raziskala s tridimenzionalno enokristalno nevtronsko difrakcijo pri 300 K in zaključila, da je vodikov atom dinamično neurejen med dvema enakovrednima položajema, ki sta med seboj oddaljena 0,211 Å. Termodinamsko neurejeni H atom je leta 2014 preučil O'Bannon s sodelavci in ugotovil, da je atom neurejen tudi pri temperaturah pod 100 K.

## Uporaba
Trona je naravni vir natrijevega karbonata, ki je pomembna surovina v industriji stekla, kemikalij, papirja, detergentov, tekstilij, hrane in pripravi tehnološke vode.
Uporablja se tudi za odstranjevanje žvepla iz dimnih plinov in lignita. in aditiv za živila.